# Oranienburger Tor (Berlins tunnelbana)
Oranienburger Tor är en tunnelbanestation i Berlins tunnelbana på linje U6 i centrala Berlin under Oranienburger Tor, i stadsdelen Mitte. Stationen ligger nära Friedrichstadt-Palast och Kunsthaus Tacheles. Den byggdes av Alfred Grenander och öppnade 1923. Från 1961 till 1990 stannade ej tågen, då tågen från Västberlin passerade under Östberlin och förbi flera spökstationer. Stationen är en av fem som ligger under affärsgatan Friedrichstrasse och är en bytespunkt till flera spårvagnslinjer.

## Bildgalleri

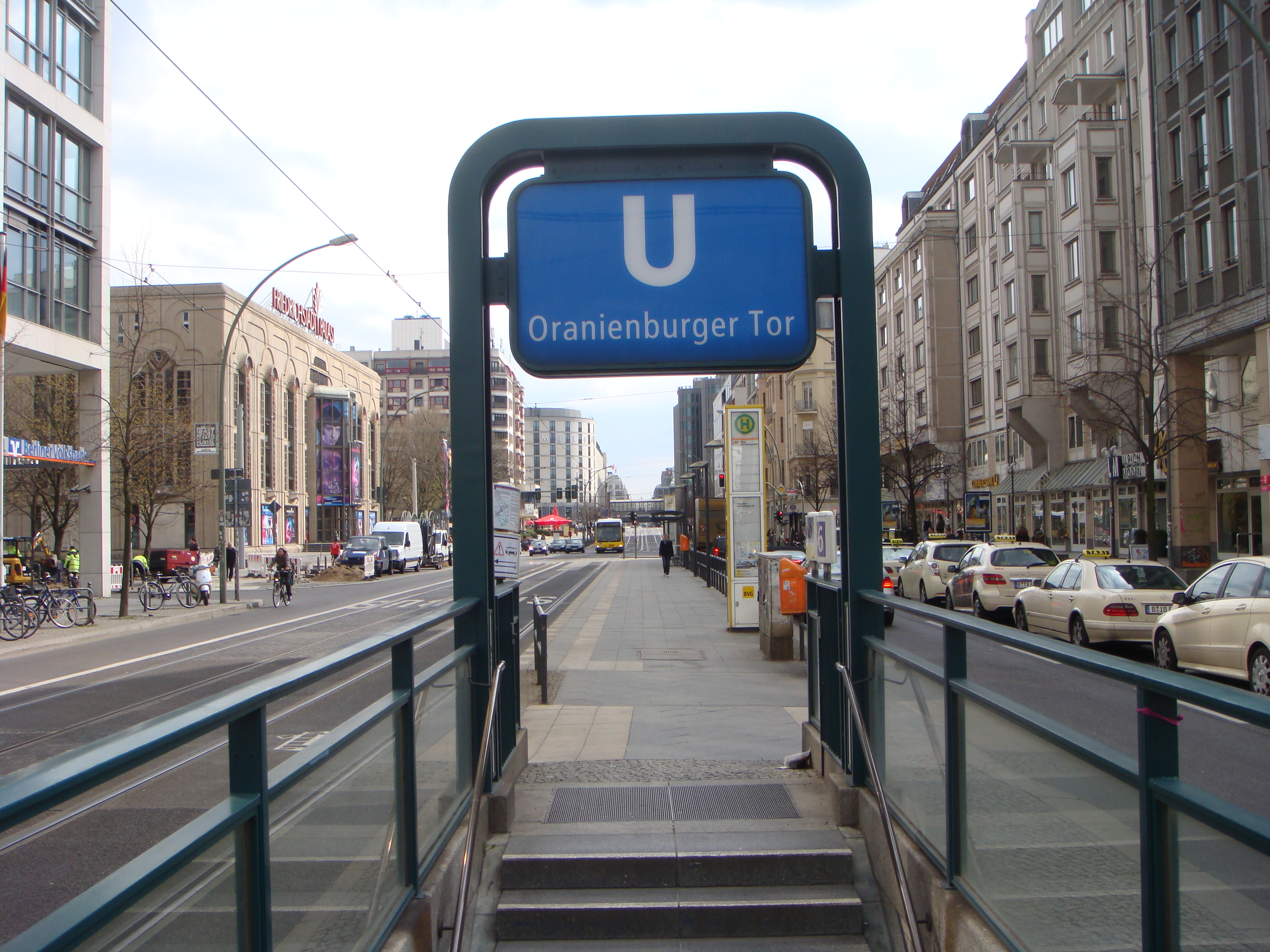
Entré mot Friedrichstadt-Palast
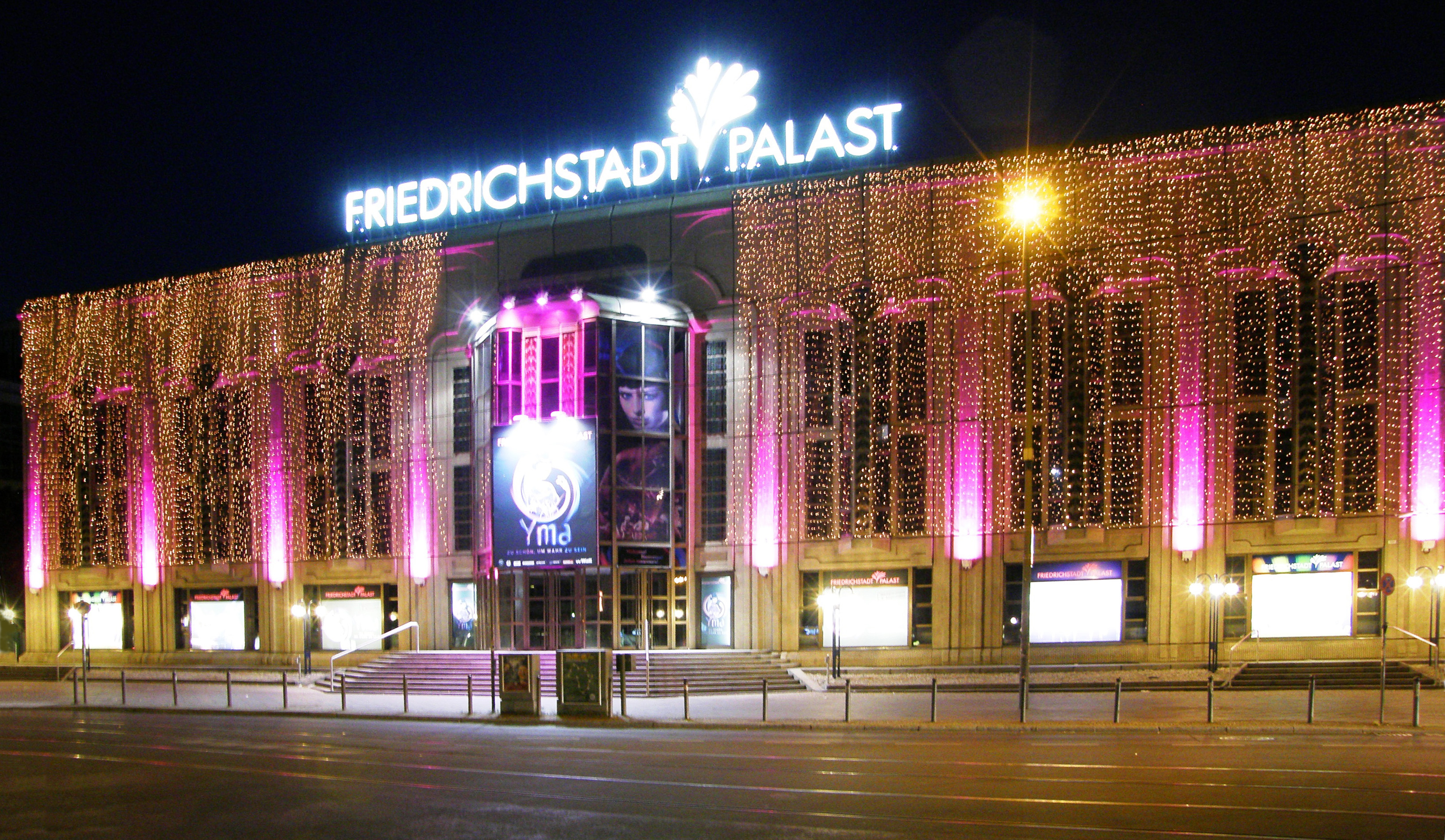
Friedrichstadt-Palast
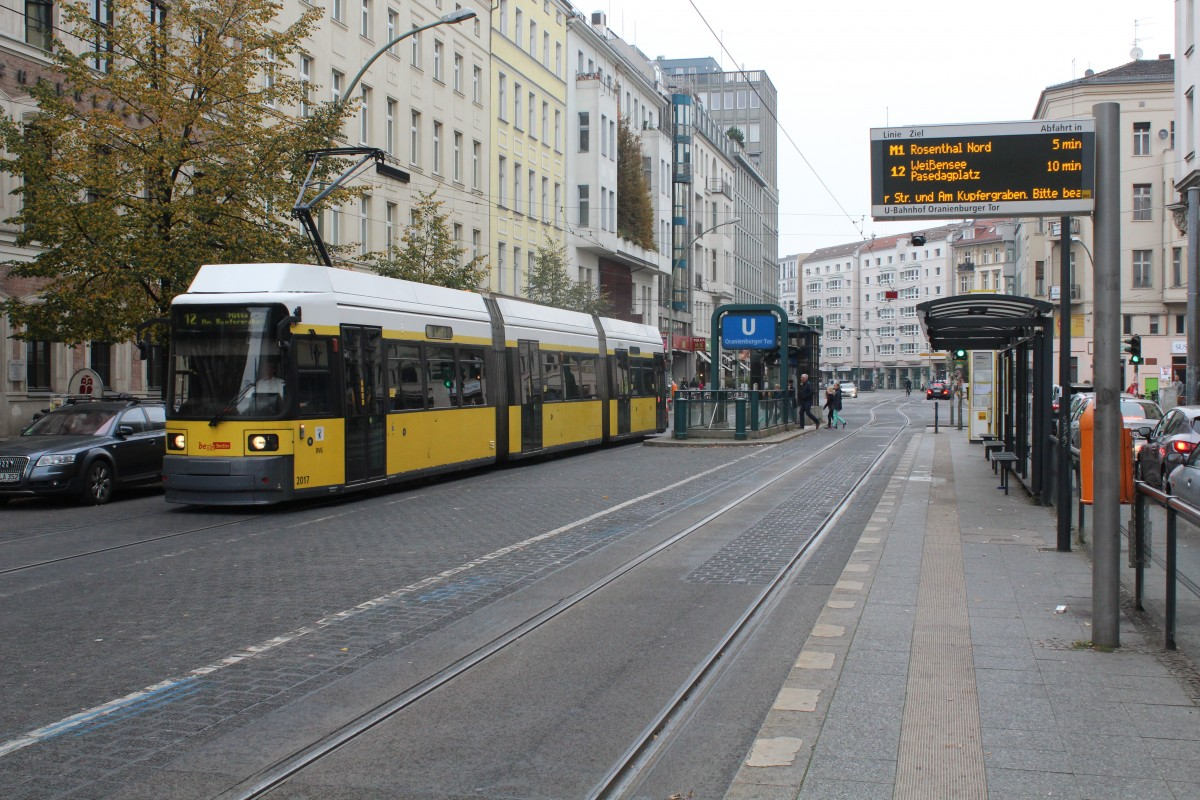
Spårvagnshållplats ovanpå U-Bahn
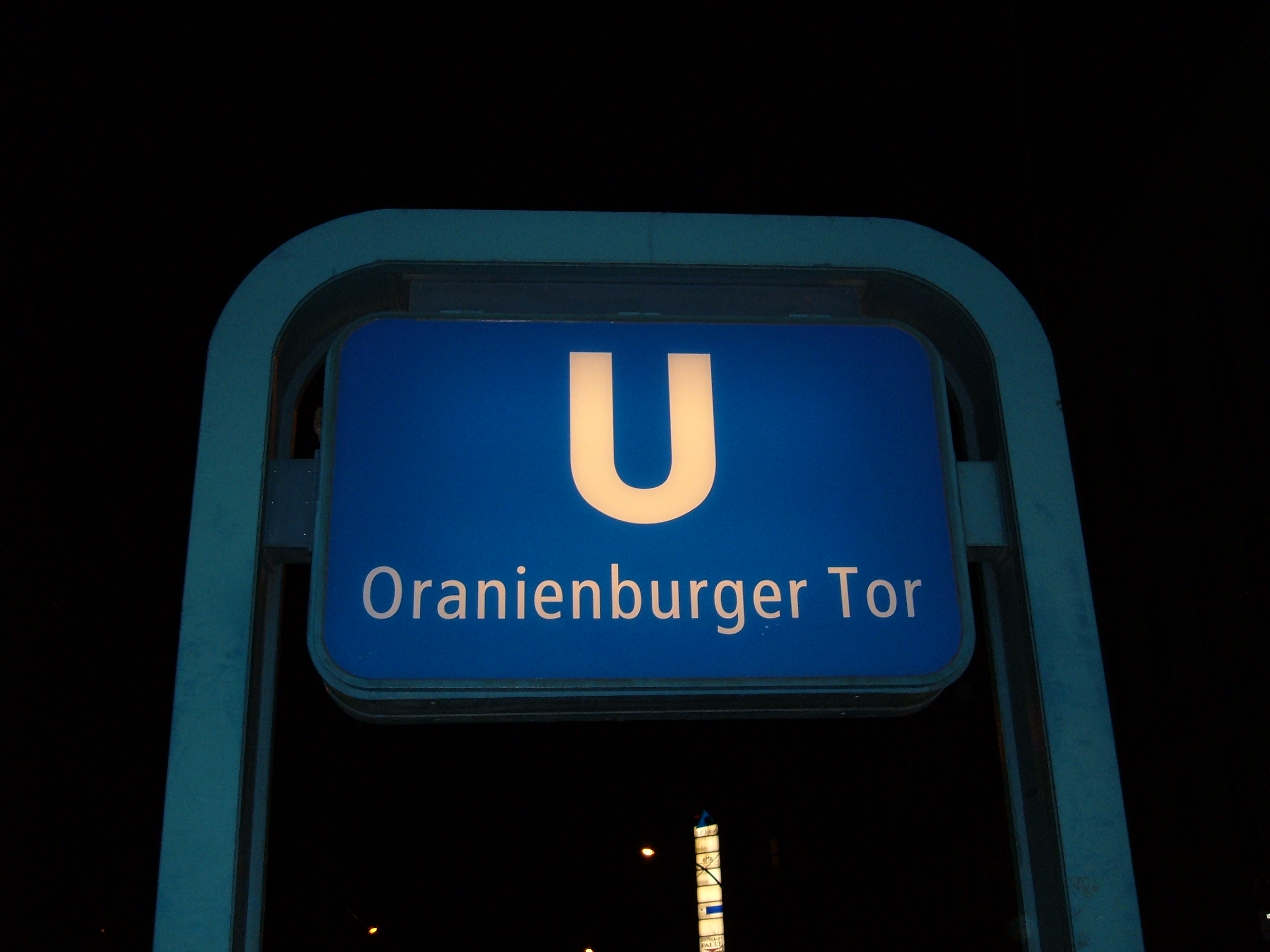
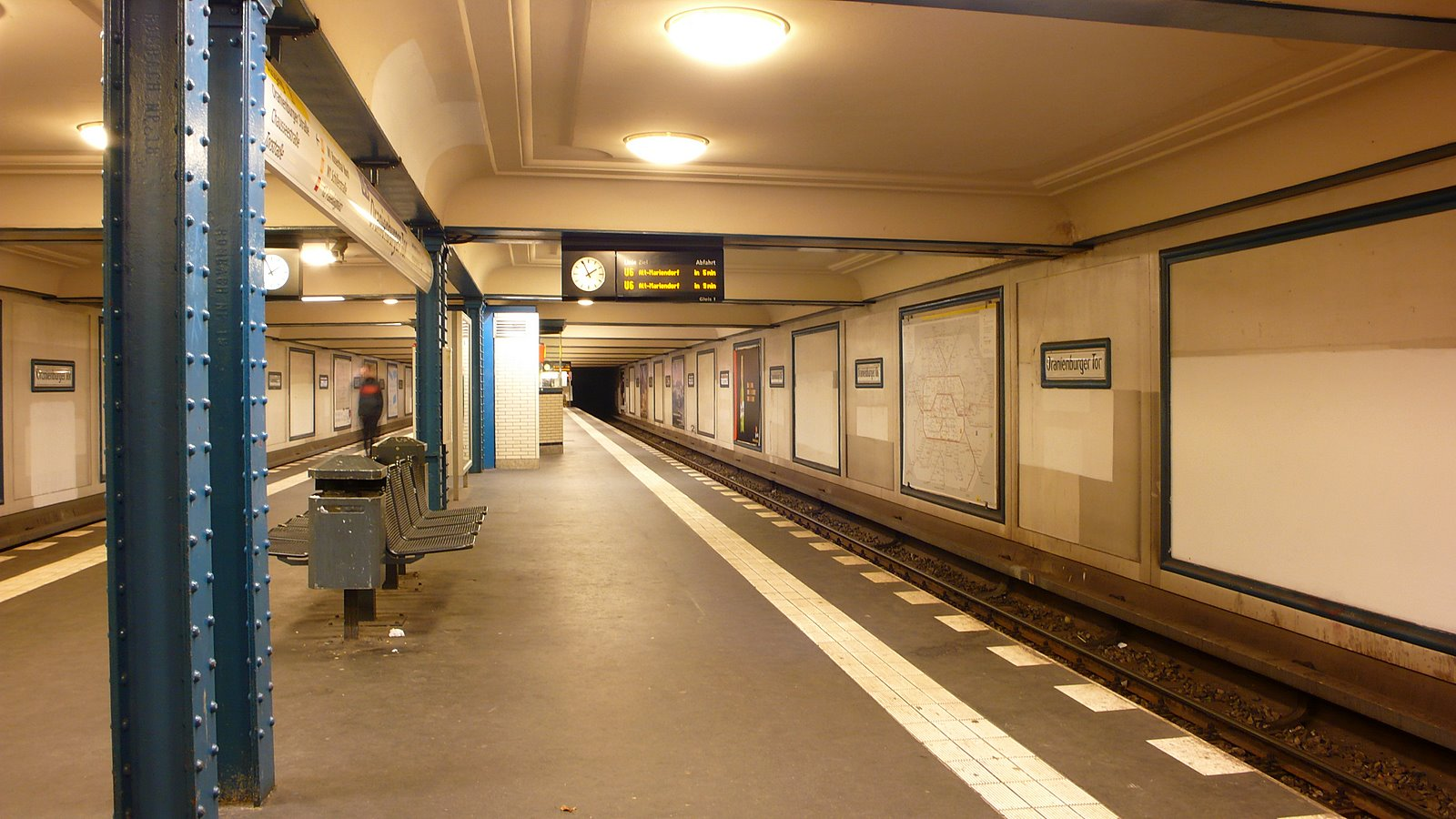
Perrongen med blå pelare
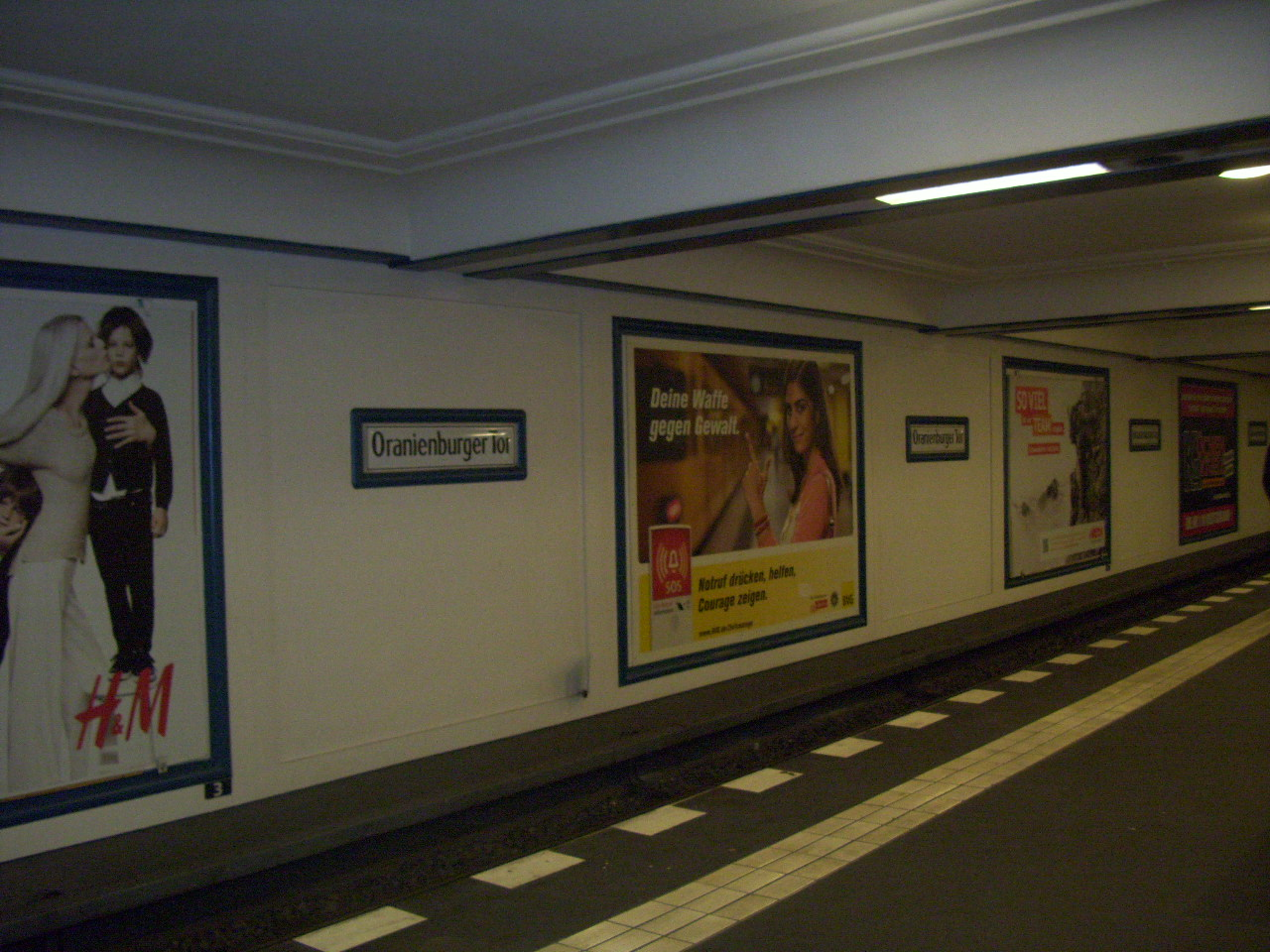